# ポリマ・ウェストコースト
ポリマ・ガング・エドゥアルド・ミゲル・オレジャーナ（西: Polimá Ngangu Eduardo Miguel Orellana、1997年8月29日 - ）は、ポリマ・ウェストコースト（英: Polimá Westcoast）の芸名で知られるチリ・サンティアゴ出身の男性ラッパー、シンガーである。愛称は「ポール」。

## 概要
- チリ人の母親とアンゴラ人の父親の間に生まれたが、父親とは何の関係もない[4]。
- 音楽活動を始める以前は、サッカー選手としての活動を行い、電気工学を学び始めたが、中退した[4]。その後、トラップ系アーティストのバックヴォーカルを担当するようになった[4]。
- 2017年、ソロ楽曲を自主制作で発表し始め[5]、同年12月に自身初となるスタジオアルバム『No Love More Bitches』をSoundCloudでリリース[6]。
- 2018年、楽曲「BrokeBoi」を発表し、SNSで自身初のバイラルヒットとなった[7]。
- 2019年はブレイクの年であり、Pablo Chill-Eとの楽曲「My Blood」がYouTubeで2万回再生を超えバイラルヒットとなり、チリのLollapaloozaにライブ出演が決定され、その後ソニー・ミュージック・ラテンと契約[4]。
- 2022年、パイリータとのコラボレーション・シングル「ULTRA SOLO」が米ビルボードの「Billboard Global Top 200」から米国のデータを除く世界全体チャート「Billboard Global Excl. U.S.」のトップ10入りを果たし、世界的なヒットとなる[8]。同年リリースされたパロマ・マミ、De la Ghetto、Feidが参加した同曲のリミックスがSpotifyの世界で最も再生されている楽曲デイリーランキング「トップ50 - グローバル」で42位を獲得[9]。
- 2023年2月、ビニャ・デル・マール音楽祭に出演し、祭のコンペティションの審査員も務めた[10]。

## ディスコグラフィ

### スタジオ・アルバム
- No More Love Bitches（2017年）
- Las Crónicas de Ngangu（2018年）
- Equilibrio（2020年）- Polimá Westcoast & Young Cister 名義
- Las Crónicas de Ngangu 2（2021年）
- De camino a Hermes（2023年11月8日）[11]
- +Quality（2025年5月16日）[12]

### EP
- Las Crónicas de Ngangu（2018年8月27日）[13]

### シングル
- ULTRA SOLO（2022年2月16日）- Polimá Westcoast & Pailita 名義
- ULTRA SOLO Remix（2022年6月16日）- Polimá Westcoast, Pailita, Feid, Paloma Mami & De La Ghetto 名義
- KAWAII（2022年9月21日）- Polimá Westcoast & J Balvin 名義
- LACONE（2022年11月25日）- Polimá Westcoast & Quevedo & Mora 名義[14]
- NAGASAKI（2023年6月11日）- Polimá Westcoast & Emilia Mernes 名義[15]